# Mikolás Tibor
Mikolás Tibor (Celldömölk, 1924. szeptember 28. – Debrecen, 2014. március 8.) magyar építész, egyetemi tanár.

## Életpályája
1930–1934 között Veszprémben az evangélikus egyház iskolájában tanult. A gimnáziumot a veszprémi Piarista Gimnáziumban kezdte el, 1939–1942 között a váci Piarista Gimnáziumban fejezte be. 1942–1948 között a József Nádor Műszaki és Gazdaságtudományi Egyetem hallgatója volt. 1944–1945 között Németországba vitték a világháború alatt. 1948–1955 között budapesti tervezőirodákban dolgozott. 1950–1954 között az Építésügyi Minisztérium főmérnöke volt. 1951–1956 között a Budapesti Műszaki és Gazdaságtudományi Egyetem tanársegéde volt. 1952–1954 között a Magyar Építészek Szövetsége Mesteriskolájában tanult. 1954–1956 között az Iparterv Tervező Vállalat vezető tervezője volt. 1956-ban költözött Debrecenbe. 1957–1988 között a Kelet-Magyarországi Tervező Vállalat (KELETTERV) főmérnöke és műszaki igazgatója volt. 1961-től a Debreceni Agrártudományi Egyetemen tanított. 1967-től tanszékvezető docens volt. 1966-től a debreceni Ybl Miklós Építőipari Főiskola tanára volt. 1988-tól magánépítész lett. 1998-ban DLA fokozatot szerzett.

## Családja
Szülei: Mikolás Imre (1895–1970) és Gindly Olga voltak. 1960-ban házasságot kötött Erdős Éva Zsuzsannával. Egy fiuk született: Péter (1967). Testvére, Mikolás Miklós (1923–2001) matematikus, tudománytörténész, egyetemi tanár volt.

## Épületei
| - Kossuth Lajos Tudományegyetem - Debreceni Orvostudományi Egyetem - Debreceni Agrártudományi Egyetem - Zeneművészeti Főiskola | - Orosháza - Siófok - Hatvan - Dombóvár - Debrecen - Kisvárda - Balassagyarmat - Budapest |

## Könyvei
- Tervezési ismeretek: mezőgazdasági építészet. Budapest, 1976. 185 p.
- Hol élünk ma? Hol élünk holnap? In: Napjaink, 1980. 10. sz. pp. 3–8.
- Kórházépítészetünk múltja és jövője. In: Egészségügyi Gazdasági Szemle, 1985. 1. sz. pp. 72–77.
- Gazdálkodás szellemi erőinkkel. In: Magyar Építőipar, 1986. 7. sz. pp. 385–390.

## Díjai
- MÉSZ-emlékplakett
- MTESZ-díj
- Ybl Miklós-díj (1961, 1970)
- Debrecen és Hajdú-Bihar megye Művészeti Díja (1967)
- Alpár Ignác-díj (1971, 2008)
- Munka Érdemrend arany fokozata (1974, 1984)
- Széchenyi-díj (1995)
- ÉTE-díj (1999)
- A Magyar Köztársasági Érdemrend középkeresztje (2005)